# Copycat Singers
Copycat Singers var ett svenskt TV-underhållningsprogram. Formatet var utvecklat av Mastiff, och programmet sändes i TV3 under hösten 2011 och början av 2012, med åtta avsnitt.
I programmet sjöng en känd artist tillsammans med fem kopior. En blind jury rangordnade sångarna.
I pilotavsnittet medverkade Carola Häggkvist. Rickard Olsson var programledare för pilotavsnittet, och är redaktör för säsong 1.
Medverkande i den första (och enda) säsongen var Nanne Grönvall, Tommy Nilsson, Caroline af Ugglas, Lasse Berghagen, Markoolio, Pernilla Wahlgren, Christer Sandelin och Shirley Clamp. Programledare var Lina Hedlund.

## Avsnitt

### 1
Avsnitt 1 med Lasse Berghagen sändes den 20 november 2011.
- Låt 1: Sträck ut din hand. Jury: Glenn Hysén, Johanna Lind och Tore Kullgren.
- Låt 2: Jennie, Jennie. Jury: Jenny Berggren, Jennie Benjaminsson och Jenny Åkerman.
- Låt 3: Stockholm i mitt hjärta. Jury: Jonas Wahlström, Gabriel Forss och Nathalie Fredholm.
- Låt 4: Teddybjörnen Fredriksson. Jury: Magnus Härenstam, Christopher Taylor och Meta Bergqvist.
- Finallåt: En kväll i juni

### 2
Avsnitt 2 med Pernilla Wahlgren sändes den 27 november 2011.
- Låt 1: Piccadilly Circus. Jury: Glenn Hysén, Johanna Lind och Tore Kullgren.
- Låt 2: Svindlande affärer. Jury: Emir Kapetanovice, Rickard Engfors och Lars Wallin.
- Låt 3: C'est démon. Jury: Nicklas Claesson, Cajsa Lindahl och Anton Davidsson (fans).
- Låt 4: Let Your Spirit Fly. Jury: Jessica Wahlgren, Bianca Ingrosso-Wahlgren och Susanne Nordström.

Finallåt: Jag vill om du vågar

### 3
Avsnitt 3 med Nanne Grönvall sändes den 4 december 2011.
- Låt 1: Avundsjuk. Jury: Glenn Hysén, Johanna Lind och Tore Kullgren.
- Låt 2: Lyckos dig. Jury: Dennis Bröchner, Mattias Bolinder och Peter Englund.
- Låt 3: Den vilda. Jury: Henrik Brodin, Celicia Hallin och Christoffer Holst (fans).
- Låt 4: Jag måste kyssa dig. Jury: Eddie Johansson, Maria Rådsten och Hanna Hedlund.

Finallåt: Håll om mig

### 4
Avsnitt 4 med Markoolio sändes den 11 december 2011.
- Låt 1: Sommar och sol. Jury: Glenn Hysén, Johanna Lind och Tore Kullgren.
- Låt 2: Vi drar till fjällen. Jury: Bosse Ståldal, Lise Rehn och Rille Lindgren från Orminge.
- Låt 3: Millennium 2. Jury: Jessica Westergård (sambo), Morgan "Mojje" Johansson och Mikko Huiko (bror).
- Låt 4: Rocka på. Jury: Amanda Furebäck, Julia Kedhammar och Penelope Brunnström (fans).
- Final: Ingen sommar utan reggae

### 5
Avsnitt 5 med Tommy Nilsson sändes den 18 december 2011.
- Låt 1: En dag. Jury: Glenn Hysén, Johanna Lind och Tore Kullgren.
- Låt 2: Dina färger var blå. Jury: Lillemor Gustafsson, Mona Rask och Jörgen Åberg från Färila.
- Låt 3: Amelia. Jury: Linda Olsson, Linn Berhagen-Nilsson, Janne Brittelund.
- Låt 4: Allt som jag känner. Jury: Glenn Andersson, Tone Norum, Robert Ernlund.
- Finallåt: Öppna din dörr.

### 6
Avsnitt 6 med Caroline af Ugglas sändes den 12 januari 2012.
- Låt 1: Tror på dig. Jury: Glenn Hysén, Johanna Lind och Tore Kullgren.
- Låt 2: Vi blundar. Jury: Robert Bauer, Martina Lidefäldt och Marie Casado från Kör för alla.
- Låt 3: Egoistic. Jury: Ernst Billgren, Anette Skålberg och Mariamanuela Vintilescu.
- Låt 4: Ta ännu en liten del av mitt hjärta. Jury: Yvonne af Ugglas, Angelica Tamm och Jacqueline af Ugglas.
- Finallåt: Snälla, snälla.

### 7
Avsnitt 7 med Christer Sandelin sändes den 19 januari 2012.
- Låt 1: Det hon vill ha. Jury: Glenn Hysén, Johanna Lind och Tore Kullgren.
- Låt 2: Ögon som glittrar. Jury: Richard Herrey, Micke Syd och Fredrik Willstrand.
- Låt 3: Vill ha dig igen. Jury: Bert Karlsson, Kayo och Hannah Graaf.
- Låt 4: Dover Calais. Jury: Bengt Sandelin, Carl Fredrik Reuterswärd och Joakim Hagleitner.
- Finallåt: Vill ha dig.

### 8
Avsnitt 8 med Shirley Clamp sändes den 26 januari 2012.